# Kemenesszentmárton
Kemenesszentmárton là một thị trấn thuộc hạt Vas, Hungary. Thị trấn này có diện tích 4,29 km², dân số năm 2010 là 203 người, mật độ 47 người/km².